# Nomada subrubi
Nomada subrubi är en biart som beskrevs av Swenk 1915. Nomada subrubi ingår i släktet gökbin, och familjen långtungebin. Inga underarter finns listade i Catalogue of Life.